# زینب ارونات
زینب ارونات (انگلیسی: Zeynep Eronat؛ زادهٔ ۹ ژوئیهٔ ۱۹۶۳) بازیگر، صداپیشه، فیلم‌نامه‌نویس اهل ترکیه است. وی از سال ۱۹۸۵ میلادی تاکنون مشغول فعالیت بوده‌است.
از فیلم‌ها یا برنامه‌های تلویزیونی که وی در آن نقش داشته‌است می‌توان به همهچیز در مورد مصطفی اشاره کرد.